# Judy Davis
Judy Davis (Perth, 23 aprile 1955) è un'attrice australiana.
Nel corso della sua carriera ha vinto due Premi BAFTA, tre Premi Emmy e sette AACTA Awards. Ha ricevuto una candidatura all'Oscar alla miglior attrice per il film Passaggio in India, ricevendone una seconda alla miglior attrice non protagonista per Mariti e mogli. Stretta collaboratrice di Woody Allen, ha partecipato a cinque suoi film.

## Biografia
Abbandonati gli studi, lasciò la famiglia col gruppo rock del quale faceva parte per fare concerti in Asia. Rientrò poi in Australia dove frequentò la scuola d'arte drammatica in compagnia di un altro futuro attore famoso, Mel Gibson. 
Nel 1977 debuttò in una pellicola cinematografica, High Rolling, diretta da Igor Auzins, attirando l'anno successivo l'attenzione di critica e pubblico per l'interpretazione di Sybylla Melvyn in La mia brillante carriera, diretta da Gillian Armstrong, vincendo il Premio Bafta quale miglior attrice dell'anno.
Candidata due volte al Premio Oscar, ha collaborato con Woody Allen in diversi suoi film (Alice, Mariti e mogli, Celebrity, Harry a pezzi e To Rome with Love), per poi dedicarsi alla recitazione televisiva, ottenendo diverse candidature agli Emmy Awards. Nel 2001 ha interpretato Judy Garland nell'omonima miniserie televisiva e per la sua interpretazione ha vinto il Critics' Choice Awards, il Satellite Award, il Screen Actors Guild Award, il premio Emmy e il Golden Globe per la miglior attrice in una mini-serie o film per la televisione.

## Filmografia parziale

### Cinema
- High Rolling, regia di Igor Auzins (1977)
- La mia brillante carriera (My Brilliant Career), regia di Gillian Armstrong (1979)
- Heatwave - Ondata calda (Heatwawe), regia di Phillip Noyce (1982)
- Chi osa vince (Who Dares Wins), regia di Ian Sharp (1982)
- Passaggio in India (A Passage to India), regia di David Lean (1984)
- Alice, regia di Woody Allen (1990)
- Chopin amore mio (Impromptu), regia di James Lapine (1991)
- Barton Fink - È successo a Hollywood (Barton Fink), regia di Joel ed Ethan Coen (1991)
- Il pasto nudo (Naked Lunch), regia di David Cronenberg (1991)
- Monteriano - Dove gli angeli non osano metter piede (Where Angels Fear to Tread), regia di Charles Sturridge (1991)
- Mariti e mogli (Husbands and Wives), regia di Woody Allen (1992)
- C'eravamo tanto odiati (The Ref), regia di Ted Demme (1994)
- New Angel - Nuove tendenze (The New Age), regia di Michael Tolkin (1994)
- Figli della rivoluzione (Children of the Revolution), regia di Peter Duncan (1996)
- Blood & Wine (Blood and Wine), regia di Bob Rafelson (1996)
- Potere assoluto (Absolute Power), regia di Clint Eastwood (1997)
- Harry a pezzi (Deconstructing Harry), regia di Woody Allen (1997)
- Celebrity, regia di Woody Allen (1998)
- Frankie e Ben - Una coppia a sorpresa (Gaudi Afternoon), regia di Susan Seidelman (2001)
- Coast to Coast, regia di Paul Mazursky (2003)
- Una bracciata per la vittoria (Swimming Upstream), regia di Russell Mulcahy (2003)
- Ti odio, ti lascio, ti... (The Break-Up), regia di Peyton Reed (2006)
- Marie Antoinette, regia di Sofia Coppola (2006)
- The Eye of the Storm, regia di Fred Schepisi (2011)
- To Rome with Love, regia di Woody Allen (2012)
- Dark Blood, regia di George Sluizer (2012) - iniziato nel 1993
- Lo straordinario viaggio di T.S. Spivet (The Young and Prodigious Spivet), regia di Jean-Pierre Jeunet (2013)
- The Dressmaker - Il diavolo è tornato (The Dressmaker), regia di Jocelyn Moorhouse (2015)
- Nitram, regia di Justin Kurzel (2021)

### Televisione
- Una donna di nome Golda (A Woman Called Golda), regia di Alan Gibson – film TV (1982)
- Le allegre comari di Windsor (The Merry Wives of Windsor), regia di David Hugh Jones (1982)
- Un insolito destino (A Cooler Climate), regia di Susan Seidelman – film TV (1999)
- Judy Garland – miniserie TV (2001)
- Innocenti omicidi (A Little Thing Called Murder), regia di Richard Benjamin – film TV (2006)
- The Starter Wife – serie TV (2007-2008)
- Feud – serie TV (2017)
- Ratched – serie TV (2020)

## Riconoscimenti
- Premio Oscar
  - 1985 – Candidatura alla miglior attrice per Passaggio in India
  - 1993 – Candidatura alla miglior attrice non protagonista per Mariti e mogli

- Golden Globe
  - 1992 – Candidatura alla miglior attrice non protagonista per Mariti e mogli

- BAFTA
  - 1980 – Miglior attrice per La mia brillante carriera
  - 1980 – Miglior attrice debuttante per La mia brillante carriera
  - 1992 – Candidatura alla miglior attrice non protagonista per Mariti e mogli

## Doppiatrici italiane
- Melina Martello in Le allegre comari di Windsor, New Age - Nuove tendenze, Blood & Wine, Potere assoluto, Harry a pezzi, Celebrity, To Rome with Love, Feud
- Fabrizia Castagnoli in Monteriano - Dove gli angeli non osano metter piede, Coast to coast, Ratched
- Paila Pavese in Passaggio in India, Chopin amore mio
- Barbara Castracane in Figli della rivoluzione, The Dressmaker - Il diavolo è tornato
- Rossella Izzo in Barton Fink - È successo a Hollywood, Il colore dei suoi occhi
- Ludovica Modugno ne Ti odio ti lascio ti..., Masters of Science Fiction
- Daniela Gatti in Chi osa vince
- Sonia Scotti in Una donna di nome Golda
- Solvejg D'Assunta in Mariti e mogli
- Maria Pia Di Meo in C'eravamo tanto odiati
- Tiziana Avarista in Frankie e Ben - Una coppia a sorpresa
- Maddalena Vadacca in Judy Garland
- Roberta Greganti in Una bracciata per la vittoria
- Serena Verdirosi in Marie Antoinette
- Valeria Falcinelli in Un insolito destino, Innocenti omicidi
- Ada Maria Serra Zanetti in Diamonds
- Emanuela Rossi in The Starter Wife
- Alessandra Korompay in La misteriosa morte di Georgia White
- Dania Cericola ne Lo straordinario viaggio di T.S. Spivet